# Carlos Gamarra
Carlos Alberto Gamarra Pavón (Ypacarai, 1971. február 17. –) paraguayi válogatott labdarúgó. A klubcsapatiban és a nemzeti csapatban is középső védőként szerepelt.
A paraguayi válogatott mezét 110 alkalommal húzta magára és 12 gólt szerzett, ezzel válogatottsági csúcstartó.

## Pályafutása